# 禿人
禿人（とくにん）は、頭髪を剃って外見だけ出家者のすがたをしているが戒を破り教えを守らない者、もしくは生活のためだけに僧となった者を罵る語。「禿居士」（とくこじ・かぶろこじ）とも。また、最澄や親鸞のように「禿」の字を用いて自称するなど、僧みずからが謙って称する場合もある。
『涅槃経』三に「破戒不護法者名禿居士」、「為飢餓故発心出家。如是之人名禿人」とあり、破戒・謗法を行う者、あるいは飢餓で困り食事のみを求めて髪の毛を剃って出家しただけ者を指す。
最澄は『叡山大師伝』に引く発願文中で「愚が中の極愚、狂が中の極狂、塵禿の有情、底下の最澄」と自らを「塵禿」（じんとく）と称した。

## 愚禿
「愚禿」（ぐとく）とは、親鸞が承元の法難によって還俗させられたのを機に「しかればすでに僧にあらず俗にあらず このゆえに禿の字をもって姓とす」（『教行信証』化身土巻）と述べ、「禿」を姓とし「愚禿親鸞」「愚禿釋親鸞」「愚禿善信」と名のった。なお、親鸞が用いる以前に「愚禿」という語の用例がないため、親鸞による造語と見られる。